# 신흥여객 (전북)
신흥여객(新興旅客)은 전북특별자치도 익산시의 시내버스 업체이며, 본사는 전북특별자치도 익산시 목천로 110 (평화동)에 있다.

## 운행 노선
시내, 좌석, 순환 노선에는 모두 타 업체와 함께 공동 배차에 참여하고 있으며, 광일여객, 익산여객과 함께 1달 간격으로 순환하면서 배차에 참여하고 있다.

## 차량
자일대우버스
- 자일대우 NEW BS090
- 자일대우 NEW BS106
- 자일대우 NEW BC211

현대자동차
- 현대 쏠라티
- 현대 카운티 뉴 브리즈
- 현대 그린시티
- 현대 뉴 슈퍼 에어로시티
- 현대 저상 뉴 슈퍼 에어로시티
- 현대 일렉시티

## 같이 보기
- 전북고속
- 익산여객
- 광일여객